# Europacup II hockey vrouwen 2004
De 14de editie van de Europacup II voor vrouwen werd gehouden van 9 april tot en met 12 april 2004 in Laren. Er deden acht teams mee, verdeeld over twee poules. Laren won deze editie van de Europacup II.

## Poule-indeling

### Poule A
- Laren
- THC Klipper
- Ourense
- Loreto HC

### Poule B
- CPCS Moskva Pravda
- Canterbury LHC
- Bonagrass Grove
- Dinamo Sumchanka

## Poulewedstrijden

### Vrijdag 9 april 2004
- 12.00 B CPCS Moskva Pravda - Dinamo Sumchanka (0-0) 2-0
- 14.00 B Canterbury- Bonagrass Grove 2-1
- 16.00 A Laren - Loreto (3-0) 7-0
- 18.00 A THC Klipper - Ourense (2-0) 4-0

### Zaterdag 10 april 2004
- 10.00 B CPCS Moskva Pravda - Bonagrass Grove (1-2) 2-5
- 12.00 B Canterbury- Dinamo Sumchanka (1-0) 4-0
- 14.00 A THC Klipper - Loreto (0-0) 1-0
- 16.00 A Laren - Ourense (1-0) 2-0

### Zondag 11 april 2004
- 10.00 B Bonagrass Grove - Dinamo Sumchanka (3-1) 5-1
- 12.00 B CPCS Moskva Pravda - Canterbury (1-2) 1-4
- 14.00 A Ourense- Loreto (0-0) 0-0
- 16.00 A Laren - THC Klipper (1-0) 4-4

## Uitslag poules

### Uitslag poule A
1. Canterbury (9)
2. Bonagrass G. (6)
3. Moskva Pravda (3)
4. D. Sumchanka (0)

### Uitslag poule B
1. Laren (9)
2. Klipper (6)
3. Ourense (1)
4. Loreto (1)

## Finales

### Maandag 12 april 2004
- 08.30 4A - 3B Dinamo Sumchanka- Ourense (1-0) 1-1 2-1ps
- 11.00 3A - 4B Moskva Pravda - Loreto (0-0) 1-1 4-3ps
- 13.30 2A - 2B Bonagrass Grove - Klipper (2-1) 5-1
- 16.00 1A - 1B Canterbury - Laren (1-2) 2-3

## Einduitslag
1.  Laren 

2.  Canterbury LHC 

3.  Bonagrass Grove 

4.  THC Klipper 

5.  Dinamo Sumchanka 

5.  CPCS Moskva Pravda 

7.  Loreto 

7.  Ourense 

Mannen:
1990 ·
Terrassa 1991 ·
Vught 1992 ·
Birmingham 1993 ·
Terrassa 1994 ·
Cagliari 1995 ·
Den Haag 1996 ·
Reading 1997 ·
's-Hertogenbosch 1998 ·
Amsterdam 1999 ·
Terrassa 2000 ·
's-Hertogenbosch 2001 ·
Eindhoven 2002 ·
Terrassa 2003 ·
Eindhoven 2004 ·
Lille 2005 ·
Reading 2006 ·
Madrid 2007 

Opgegaan in de Euro Hockey League
Vrouwen:
1991 ·
Vught 1992 ·
Birmingham 1993 ·
Cardiff 1994 ·
Groningen 1995 ·
Rotterdam 1996 ·
Utrecht 1997 ·
Leuven 1998 ·
Terrassa 1999 ·
Keulen 2000 ·
Rome 2001 ·
Ourense 2002 ·
Rotterdam 2003 ·
Laren 2004 ·
Keulen 2005 ·
Edinburgh 2006 ·
Madrid 2007 ·
Parijs 2008 ·
Manchester 2009

Opgegaan in de Europcacup I